# Mackenzie Browning
 (octobre 2009).
Si vous disposez d'ouvrages ou d'articles de référence ou si vous connaissez des sites web de qualité traitant du thème abordé ici, merci de compléter l'article en donnant les références utiles à sa vérifiabilité et en les liant à la section « Notes et références ».
Mackenzie Browning  est un personnage de fiction du feuilleton télévisé Les Feux de l'amour. Elle est interprétée par Kelly Kruger de 2002 à 2003 et de 2018 à 2019.

## Interprète
- 1999 à 2002, 2004 à 2005 : Ashley Bashioum (334 épisodes)
- 2001 : Nicole Tarantini (1 épisode)
- 2002 à 2003, 2018 à 2019 : Kelly Kruger (94 épisodes)
- 2005 à 2006 : Rachel Kimsey (163 épisodes)
- 2009 à 2010 : Clementine Ford (122 épisodes)

## Histoire

### La rencontre avec Katherine Chancellor
Mackenzie  rencontre Katherine Chancellor dans un foyer pour sans-abris à Genoa City. Mackenzie vient de St-Louis, sa mère est Amanda Browning et son beau-père Ralph Hunnicutt. Mackenzie et Katherine ont un choc quand elles apprennent qu'elles ont un lien de parenté, grand-mère/petite-fille.
Elles quittent le foyer avec un ami, Birdie et retournent au Manoir Chancellor pour affronter la copropriétaire Jill. Le fils adolescent de Jill, William revient à Genoa City. Il fait la fête en l'absence de sa mère et quand celle-ci revient, elle le trouve en piteux état. Mackenzie est arrêtée et accusée. Mais elle s'en sort grâce à l'aide de John Silva et de la pression de William sur sa mère. Katherine retourne alors chercher le père de Mackenzie, Brock Reynolds, en Inde où il œuvre dans une ONG caritative. Après une recherche infructueuse Katherine reçoit un appel disant que Brock est mort. Mackenzie ne veut pas y croire et avec l'aide de William et de son copain Raul elle prévoit d'aller le chercher.
Mackenzie sort du "Néon Ecarlate" et reconnaît Nina Webster. Nina la persuade de rester la nuit avec elle. Le lendemain matin Mackenzie est déjà loin quand Nina revient avec William et Raul. Mackenzie retourne au domaine pour prendre ses affaires, ayant l'intention de quitter la ville mais son père arrive et ils sont à nouveau réunis.

### Les histoires d'amour de Mackenzie
Raul et Mackenzie deviennent intimes ; William jaloux lui avoue ses sentiments. Un soir J.T. Hellstrom les invite à une fête, Raul arrive juste à temps pour sauver William ivre-mort avant qu'il ne s'effondre dans la neige. Ni Brittany ni J.T. ses amis ne veulent prévenir les pompiers ; ils sont vraiment troublés. Mackenzie reste au chevet de William après avoir appelé les secours.
À un bal junior, William et Mackenzie sont nommés Roi et Reine. C'est quand ils dansent ensemble que chacun se rend compte des sentiments éprouvés pour l'autre. William arrive au Manoir Chancellor et ils s'avouent leurs sentiments. Jill est horrifiée de savoir que son fils est amoureux de la petite fille de Katherine ; elle essaie de rechercher Amanda Browning la mère de Mackenzie pour lui demander de revenir chercher sa fille, qui est obligée de voir William en cachette dans la cabane du jardin des Abbott. Il lui donne une bague en signe de son affection. Mackenzie et Raul rompent définitivement et il sort avec Rianna Miner.

### La ligne ado de Jabot
Billy, Brittany, Raul et Rianna sont choisis pour la promotion de la nouvelle ligne de Jabot Cosmétiques, « Lumière chez les ados de Jabot ». Mackenzie aide Phyllis Summers dans la création de la page web. Brittany découvre que son copain William est avec Mackenzie, et arrange pour celle-ci « le chemin de l'amour avec William ». Elle le drogue et a un rapport sexuel avec lui, mais Mackenzie croit qu'il est consentant et ça lui brise le cœur. Il essaie de se défendre vis-à-vis de Mackenzie mais il ne peut pas se rappeler ce qui s'est passé. J.T. pense qu'il était temps pour Mackenzie ; que ça ne fonctionnerait jamais mais ne se doute pas que William était drogué. Brittany est blessée de voir que J.T. n'est pas affecté et essaie de reconquérir William. Mackenzie et Billy sont fâchés mais Jack Abbott arrange une panne dans l'ascenseur de Jabot, seuls et enfermés ils réalisent leur amour. Ils se réconcilient. Jill accepte leur union quand elle se rend compte que comparée à Brittany, Mackenzie est la moins mauvaise.

### Ralph et Mac
Craignant, ainsi que Mackenzie, qu'Amanda ne revienne chercher sa fille, Katherine fait circuler des pétitions et demande la garde légale de sa petite-fille. Elle accepte de rejoindre la pub TV de la ligne ados de Jabot. Quand Amanda arrive enfin à Genoa, Mackenzie se rebelle et l'envoie balader. Amanda demande le divorce avec Ralph Hunnicutt et vit dans le même foyer dans lequel ont vécu Mackenzie, Katherine et Brock. Grâce à l'intervention de William, Amanda et Mackenzie s'acceptent à nouveau. Les choses vont bien pour les jeunes amoureux pendant de nombreux mois. Il l'aide à accepter le fait qu'elle ait quitté St-Louis car son beau-père la battait et que sa mère ne voulait pas le reconnaître.
Après les vacances, William est prêt à aller plus loin dans sa relation avec Mackenzie. Il essaie de faire pression sur elle et n'accepte pas qu'elle ne soit pas prête à faire l'amour ; ils rompent mais passent au-dessus de ce traumatisme' et deviennent amis. Ralph arrive à Genoa City et commence à suivre sa belle-fille. Il découvre qu'Amanda vit au Manoir Chancellor et s'y rend. Amanda l'invite à rentrer et rester tant que personne ne le voit. Quand Mackenzie découvre, avec horreur, Ralph, il veut recommencer à la battre mais William arrive et le frappe à la tête. Pensant l'avoir tué, William dit à Mackenzie de venir dans leur « coin spécial », la remise d'Abbott. Ralph, bien vivant, kidnappe Katherine et l'emmène dans un motel ; il se déguise en policier, interroge Raul pour savoir où se trouvent William et Mackenzie. Larry Warton, un ex-codétenu de Nicholas Newman devenu gentil, découvre Katherine et la secourt. Ralph qui est arrivé à la remise, frappe Billy à la tête et s'en prend à Mackenzie, mais elle est secourue par Larry. Larry et Ralph se battent et juste avant l'arrivée de la police, ils tombent d'une falaise. Le lendemain Ralph se réveille et essaie de tuer Larry qui est inconscient. Effrayé par l'arrivée de la police, Ralph disparaît dans les buissons. Larry n'a que peu de blessures et est remercié par Jill d'avoir sauvé la vie de son fils. Jill a une vidéo de surveillance montrant qu'Amanda (manipulée par Ralph) a volé ses bijoux  Ayant presque causé la mort de sa propre fille et du fils de Jill, Amanda accepte de quitter la ville si Jill abandonne les charges retenues.

### La fin d'une histoire d'amour…
- Après tout cela, William se rend compte qu'il a besoin de faire plus dans sa vie que de rester étudiant ; il quitte Genoa et va en Louisiane aider Brock, le père de Mackenzie, à construire des maisons pour les démunis. Jill et lui ont des problèmes de compréhension, elle pense qu'il fait une erreur. Mackenzie et William se déclarent une énième fois leur amour et se promettent que rien n'est fini entre eux. Elle quitte Genoa pour aller étudier à Northwestern University. Les amoureux reviennent à Genoa pour Noël et décident d'étudier à la fac et de louer un loft avec Raul et Brittany Hodges. Sur un coup de tête, William propose à Mackenzie de se marier, lui prenant Raul comme témoin et elle, Colleen Carlton. Mais ils sont cousins ! en effet ils apprennent que Katherine et Jill sont mère et fille. Effondrés par cette nouvelle qui empêche la consommation de leur mariage, ils quittent Genoa.

### La ravissante Mackenzie :son histoire avec Kevin, JT et Brittany
Elle devient la coloc de J.T. Helstrom et en tombe éperdument amoureuse mais ce dernier est encore amoureux de Brittany. Il comprend que cet amour est impossible et revient vers Mackenzie. Brittany épouse Bobby Marsino, un mafieux. Ce dernier va avoir des problèmes avec les autres mafieux, qui se servent de Brittany comme moyen de pression. Pour se préserver, ils vont faire croire que Bobby a divorcé de Brittany, car cette dernière aurait couché avec JT et aurait eu un bébé avec lui. Mackenzie et JT rompront mais Mac est enceinte et ne le dit pas à JT. JT flirte ensuite avec Colleen et fait comprendre à Mackenzie que c'est fini.
Mackenzie achète le Néon Écarlate avec la fortune de sa grand-mère et celle de Kevin, elle devient son associé. Kevin, qui en est amoureux, est triste d'apprendre qu'elle a décidé de partir aider les gens sur un autre continent. Il reprend leur affaire.

### Son retour à Genoa
Mackenzie revient en ville après avoir passé du temps dans le sud-ouest des États-Unis, comme prof dans un jardin d'enfant et une pré-école dans une réserve d'Indiens. Sa grand-mère Katherine, qui est tombée d'un wagon, demande à la voir. Elle arrive au moment où William et Chloé se marient. Toute la famille sait à quel point Mac et William s'aimaient et se demande ce qu'ils seraient devenus si leur mariage n'avait pas été annulé. Chloé devient rapidement jalouse et divorce de William. Mac et William se remettent donc ensemble.
Elle apprend que Lily et Cane ne pourront plus avoir d'enfants à cause du cancer de Lily, mais que néanmoins elle a fait congeler deux de ses ovules afin d'avoir un jour des enfants par mère porteuse. Alors, Mac lui propose de devenir sa mère porteuse quitte à compromettre sa relation avec William, qui refuse catégoriquement. Ils finissent donc par rompre. Après l'insémination, elle apprend qu'elle porte des faux-jumeaux. La grossesse se passe très bien, Mac est soutenue par J.T (en plein divorce avec Victoria) avec qui elle se rapproche de plus en plus et finit par se mettre en couple. À côté, l'état de Lily se dégrade. Elle part quelques jours en France avec sa tante Olivia pour un nouveau programme expérimental qui pourrait l'aider à supporter la chimiothérapie. Malheureusement, le programme échoue et Lily en informe Cane. La seule chose qui pourrait aider Lily à supporter la chimio est d'utiliser la liquide amniotique des jumeaux mais celle-ci refuse catégoriquement de mettre ses bébés en danger, même si le risque est faible. Mac est totalement d'accord, elle doit protéger les bébés qu'elle porte coûte que coûte. Alors pendant que Lily est en France, Cane traîne Mac au tribunal pour obtenir le liquide. Lily revient au même moment et s'oppose à ce que la séance continue.
Le 25 juin, Mac accouche des jumeaux que Lily et Cane appellent Charles et Matilda. Elle se rend compte que les bébés lui manqueront plus que ce qu'elle pensait.
Pendant plusieurs semaines, Mac a le baby blues. Elle refuse même de devenir la marraine des jumeaux à cause de leur manque. Ensuite, elle emménage alors chez J.T. Au bout d'un moment, elle comprend que ce n'est pas le fait de ne plus porter les jumeaux qui lui manque mais le fait de ne pas avoir son enfant à elle. Elle fait part de son ressenti à J.T. et ils décident de faire un enfant. Très rapidement, Mac tombe enceinte, le jour où Victoria et William perde leur enfant. Parallèlement, Paul propose à J.T. de devenir Consultant dans la police de Genoa, ce qu'il accepte. Quelque temps après à la mi-Octobre, JT la demande en mariage. Elle refuse car elle ne veut pas se marier mais lui dit qu'elle l'aime. Plus tard dans la journée, une tornade s'abat sur Genoa. J.T, Mac et Reed sont au Néon Ecarlate lorsqu'il reçoit un appel de Lily au lac de Genoa, effrayée, qui lui dit que Cane, les bébés et elle sont touchés par la tornade et que Cane a disparu. Une fois la tempête calmée, il décide d'aller les rejoindre mais ce qu'il ne sait pas, c'est que la tornade se déplace vers lui. Alors il tombe en plein dedans et a un accident de voiture. Une fois qu'il reprend conscience, il sort de sa voiture mais se fait électrocuter car sa voiture est rentrée dans un poteau électrique. Cane et Lily, qui rentrent vers Genoa, le trouvent sur la route et le secourent. Lily prévient Mac de ce qui est arrivé et elle les rejoint à l'hôpital. J.T frôle la mort mais survit à son accident. Quand Mac réalise qu'elle a failli perdre son homme, elle accepte de l'épouser. J.T souhaite entrer à l'académie de police mais les médecins lui annoncent qu'il ne pourra pas à cause de légions cardiaques liées à l'accident et l'endurance que demande le métier de policier. Il est très déçu mais Mac lui avoue qu'elle a reçu une offre d'emploi pour travailler dans une association à but non lucratif à Washington D.C. Il n'a ni envie de partir ni envie de rester jusqu'au moment où il reçoit la même offre d'emploi que Mac. Il décide alors de se lancer, au grand plaisir de Mac. Cependant, J.T craint la réaction de Victoria quand elle apprendra qu'ils comptent partir avec Reed, étant donné que J.T a la garde exclusive légalement. Effectivement, Victoria refuse que J.T parte avec leur fils jusqu'à Washington, mais elle ne peut rien faire.

### Le mariage et le départ de Mac et J.T.
Le 5 novembre 2010 (épisode diffusé en France début mai 2014 sur TF1), J.T et Mac sont en pleine préparation pour partir et reçoivent la visite de Katherine. Cependant, Mac avoue qu'elle est très déçue de ne pas pouvoir se marier devant sa famille et ses amis. Il ne suffit pas d'une parole en plus pour que Katherine se propose d'organiser leur mariage avant leur départ. Mac et J.T. se marient au Manoir Chancellor devant Paul, Chloé, Kevin, Victoria, William, Esther et Brock qui officie la cérémonie (épisode diffusé en France le 5 mai sur TF1). Après le mariage, ils quittent définitivement Genoa City avec Reed pour s'installer à Washington. 7 mois plus tard, en juin 2011 (vers janvier 2015 en France), on apprend que JT et Mac ont eu un fils qu'ils ont prénommé Dylan.

### Retour à Genoa
JT est revenu à Genoa City et il est révélé que lui et Mac était en train de divorcer et qu'elle le poursuit pour obtenir la garde de leurs enfants. En 2018, Mac reviens à Genoa City pour assister à la réunion de Walnut Grove. Elle se dispute avec J.T. et essaie de convaincre Victoria qu'elle fait une erreur en laissant J.T. de revenir dans sa vie. Chez Crimson Lights, elle détaille à quel point J.T. était avec elle et comment elle a réussi à s'éloigner de lui. Après J.T. s'avère "manquant", Mac vient à Victoria pour vouloir des réponses. Mac assiste à ses funérailles, bien qu’il soit révélé plus tard qu’elle est vivante.